# Phyllophaga dentex
Phyllophaga dentex är en skalbaggsart som beskrevs av Bates 1888. Phyllophaga dentex ingår i släktet Phyllophaga och familjen Melolonthidae. Inga underarter finns listade i Catalogue of Life.